# Monchenkocyclops mehmetadami
Monchenkocyclops mehmetadami – gatunek widłonoga z rodziny Cyclopidae. Nazwa naukowa tego gatunku skorupiaków została opublikowana w 2018 roku przez zespół tureckich biologów w składzie: Süphan Karaytuğ, Ahmet Bozkurt, Serdar Sönmez.